# Walter Dalgal
Walter Dalgal (Charleroi, 24 giugno 1954) è un ex ciclista su strada e dirigente sportivo italiano. Nato in Belgio da genitori emigrati, gareggiò come professionista dal 1976 al 1989 vincendo il Grand Prix de Wallonie 1981 e la Druivenkoers 1983.

## Palmarès
- 1981

Grand Prix de Wallonie
- 1983

Druivenkoers

## Piazzamenti

### Grandi giri
- Giro d'Italia

Giro d'Italia 1985: 96º

### Classiche monumento
- Milano-Sanremo

1983: 22º
- Giro delle Fiandre

1979: 22º